# Saison 1995-1996 du SAS Épinal
La saison 1995-1996 du SAS Épinal voit le club participer au Championnat de France de football D2 1995-1996, dont il finit à la 16e place. Il ne s'agit de la première saison à ce niveau des spinaliens, mais c'est la première qu'ils disputent avec un statut professionnel.

## Championnat de Division 2
Le SAS Épinal termine à la dix-huitième place du championnat, soit le premier non-relégable. 
Le vendredi 13 octobre 1995, Épinal gagne 4-0 contre le SM Caen, futur champion de D2 1996. Le SAS réalise un autre exploit en battant l'Olympique de Marseille à domicile par deux buts à zéro. Ce match constitue la meilleure affluence à domicile du club, avec 6 315 spectateurs. 
Le bilan pour Épinal est de 9 victoires, 18 nuls et 15 défaites.

### Résultats
| Affiche                   | Date              | Résultat |
| Poitiers - Epinal         | 19 juillet 1995   | 1-1      |
| Epinal - Marseille        | 26 juillet 1995   | 2-0      |
| Red Star - Epinal         | 29 juillet 1995   | 2-0      |
| Epinal - Niort            | 5 août 1995       | 2-1      |
| Valence - Epinal          | 9 août 1995       | 0-0      |
| Epinal - Charleville      | 12 août 1995      | 1-1      |
| Sochaux - Epinal          | 19 août 1995      | 3-0      |
| Epinal - Le Mans          | 26 août 1995      | 3-3      |
| Chateauroux - Epinal      | 2 septembre 1995  | 3-0      |
| Angers - Epinal           | 9 septembre 1995  | 1-1      |
| Epinal - Louhans-Cuiseaux | 16 septembre 1995 | 2-1      |
| Amiens - Epinal           | 23 septembre 1995 | 1-0      |
| Epinal - Perpignan        | 30 septembre 1995 | 0-1      |
| Dunkerque - Epinal        | 4 octobre 1995    | 1-1      |
| Epinal - Caen             | 13 octobre 1995   | 4-0      |
| Toulouse - Epinal         | 21 octobre 1995   | 1-0      |
| Epinal - Mulhouse         | 28 octobre 1995   | 1-1      |
| Laval - Epinal            | 4 novembre 1995   | 2-1      |
| Epinal - Alès             | 10 novembre 1995  | 3-1      |
| Lorient - Epinal          | 18 novembre 1995  | 0-0      |
| Epinal - Nancy            | 25 novembre 1995  | 2-2      |
| Marseille - Epinal        | 9 décembre 1995   | 3-0      |
| Epinal - Red Star         | 10 janvier 1996   | 0-0      |
| Niort - Epinal            | 20 janvier 1996   | 0-0      |
| Charleville - Epinal      | 7 février 1996    | 1-1      |
| Le Mans - Epinal          | 17 février 1996   | 1-0      |
| Epinal - Chateauroux      | 27 février 1996   | 3-0      |
| Epinal - Angers           | 2 mars 1996       | 5-1      |
| Louhans-Cuiseaux - Epinal | 9 mars 1996       | 2-2      |
| Epinal - Amiens           | 13 mars 1996      | 0-0      |
| Epinal - Valence          | 20 mars 1996      | 0-0      |
| Perpignan - Epinal        | 23 mars 1996      | 1-0      |
| Epinal - Dunkerque        | 30 mars 1996      | 0-0      |
| Epinal - Sochaux          | 5 avril 1996      | 0-0      |
| Caen - Epinal             | 9 avril 1996      | 3-1      |
| Epinal - Toulouse         | 20 avril 1996     | 0-2      |
| Mulhouse - Epinal         | 24 avril 1996     | 2-1      |
| Epinal - Laval            | 20 avril 1996     | 0-0¹     |
| Alès - Epinal             | 3 mai 1996        | 0-0      |
| Epinal - Lorient          | 10 mai 1996       | 1-2      |
| Nancy - Epinal            | 17 mai 1996       | 3-0      |
| Epinal - Poitier          | 24 mai 1996       | 2-0      |

1 : Match perdu sur tapis vert à la suite d'une coupure de courant

### Classement
Le SAS Épinal termine cette saison à la dix-huitième place du championnat, avec 45 points, premier non-relégable, à égalité de point avec le premier relégable: le Stade Poitevin. En outre, les Spinaliens ont marqué 41 buts et en ont encaissé 46, ils sont détenteurs de la dixième pire différence de buts.
| #  | Club                | Joués | V  | N  | D  | bp:bc | +/- | Points |
| -- | ------------------- | ----- | -- | -- | -- | ----- | --- | ------ |
| 16 | Chamois niortais FC | 42    | 13 | 11 | 18 | 48:50 | -2  | 50     |
| 17 | FCO Charleville     | 42    | 11 | 15 | 16 | 34:54 | -20 | 48     |
| 18 | SAS Épinal          | 42    | 9  | 18 | 15 | 41:46 | -5  | 45     |
| 19 | Stade Poitevin FC   | 42    | 9  | 18 | 15 | 36:50 | -14 | 45     |
| 20 | USL Dunkerque       | 42    | 9  | 16 | 17 | 30:43 | -13 | 43     |

## Coupe de France
Le SAS Épinal est éliminé dès le huitième tour par l'US Créteil à la suite d'une séance de tirs au but perdue 3-1
| Tour    | Date | Équipe 1   | Résultat | Équipe 2   |
| ------- | ---- | ---------- | -------- | ---------- |
| 8e tour | nc   | US Créteil | 0-0      | SAS Epinal |

## Coupe de la Ligue
Le SAS Épinal est éliminé dès le premier tour par le SCO Angers, un autre club de D2.
| Tour     | Date | Équipe 1   | Résultat | Équipe 2   |
| -------- | ---- | ---------- | -------- | ---------- |
| 1er tour | nc   | SCO Angers | 1-0      | SAS Epinal |

## Légende
- Match gagné
- Match nul
- Match perdu